# Taiwanstrædet
Taiwanstrædet er et 180-kilometer langt stræde mellem Taiwan og Fastlandskina. Strædet er en del af Det Sydkinesiske Hav, hvor Det Østkinesiske Hav ligger i nord.

## Geografi
Provinsen Fujian på det kinesiske fastland ligger vest for strædet, og ind mod kysten på vestsiden ligger en række mindre øer, hvoraf de mest kendte er Kinmen, Xiamen og Matsuøerne. Øst for strædet ligger øen Taiwan og lidt vest for øen Taiwan ligger Pescadoresøerne.

## Tidligere navne
Tidligere var strædet kendt som Formosastrædet, et gammelt navn for Taiwan; Fukien- eller Fuijanstrædet, den kinesiske provins beliggende ud til strædets vestlige kyst.
24°48′40″N 119°55′42″Ø / 24.811111111111°N 119.92833333333°Ø